# 山下規介
山下 規介（やました きすけ、1962年6月19日 - ）は、日本の俳優、脚本家、映像ディレクター。実父は脚本家のジェームス三木、母はエッセイストの山下典子。既婚。1女の父。血液型はAB型。ジェンコエージェンシー所属。

## 来歴・人物
神奈川県横浜市出身。桐蔭学園高等学校、立教大学卒業。
1983年に、大林宣彦監督の映画『廃市』で俳優デビュー。解答者として出演した『象印クイズ ヒントでピント』ではテクニカルクイズで幾多の好成績を残した。司会の土居まさるからは、父も同番組に出演していたことからか「キスケ」と呼ばれた。
かつてバラエティー番組で語ったところによると、若い頃レコード（シングル）を発売したこともあったが、たった5枚しか売れず、レコード会社から大目玉を食らったという。
現在は舞台を中心に活躍中である。また、父と同じく脚本家として数々の作品を執筆している。ビデオディレクター（映像ディレクター）としても活動している。
メインキャストとして出演した映画『運命じゃない人』は、2005年カンヌ国際映画祭・批評家週間に正式出品され、フランス作家協会賞など、4つの賞を獲得した。同作品で2006年第60回毎日映画コンクールの男優助演賞を受賞した。

## 出演
★印は父・ジェームス三木脚本作品

### 映画
- 廃市（1983年公開）
- ビッグ・マグナム黒岩先生（1985年公開）『日本アカデミー賞』新人俳優賞（第9回）[4]
- 彼のオートバイ、彼女の島（1986年、東宝）
- ★善人の条件（1989年、松竹）
- 女バトルコップ（1990年 東映Vシネマ）
- ペンタの空（1991年公開 東宝）
- She's Rain　(1993年)
- 運命じゃない人（2004年公開）
- 十字架（2016年公開 アイエス・フィールド）- 教頭 役

### テレビドラマ
- スーパーポリス（1985年 TBS系列）青山大介 役
- ★澪つくし（1985年 NHK連続テレビ小説）鯉沼栄二 役
- 大河ドラマ（NHK）
  - ★独眼竜政宗（1987年）豊臣秀頼 役
  - ★八代将軍吉宗（1995年）田安宗武 役
  - ★葵 徳川三代（2000年）関白・九条忠栄 役
- はぐれ刑事純情派 第2シリーズ 第9話「父を見殺しにされた娘」（1989年 テレビ朝日）
- ホテル物語・夏!（1989年 TBS系列）清水雄介 役
- 必殺スペシャル・秋 仕事人vs仕事人 徳川内閣大ゆれ! 主水にマドンナ（1989年、ABC）折笠菊馬 役
- 家族って（1990年 TBS系列）
- 土曜ワイド劇場（テレビ朝日系列）
  - 「からくり人形の美女 江戸川乱歩の吸血鬼」（1992年）三谷房夫 役
  - 「探偵・神津恭介の殺人推理11 密室から消えた美女」（1992年）山下誠一 役
  - 「終着駅シリーズ3 死刑台の舞踏」（1992年）西原靖 役
  - 「火車 カード破産の女!」（1994年）
  - 「はみだし弁護士・巽志郎1 競馬場ギャル殺人事件!」（1996年）
  - 「女調査員・おでん屋“ぽんた”探偵局2 捨てられた赤ん坊に保険金が!?」（1998年）三浦昇 役
- 半七捕物帳 第4話「八丁堀友情の十手」（1992年、日本テレビ / ユニオン映画）戸崎矢之助 役
- ドラマ30
  - 風たちの遺言（1995年 CBC制作・TBS系列）島崎正幸 役
  - 新キッズ・ウォー（2005年 CBC制作・TBS系列）
  - 新キッズ・ウォー2（2006年 CBC制作・TBS系列）
- 南町奉行事件帖 怒れ!求馬II（1999年 TBS / C.A.L）第8回「変装大作戦」 神原周平 役
- 暴れん坊将軍IX 第21話「仮面の男 父上に会わせて! 少女の悲痛な訴え」（1999年、テレビ朝日）浪人・中井徹太郎、近江水口藩主・加藤嘉矩 役
- 金曜エンタテイメント（フジテレビ）
  - 「ナースな探偵3 復讐のミイラが美女を襲う!」（2000年）岡原たすく 役
  - 「赤い霊柩車シリーズ12 二度死んだ死体」（2000年）工藤謙一郎 役
- 月曜ドラマスペシャル「万引きGメン・二階堂雪5 嫉妬」（2000年、TBS）寺坂光夫 役
- 火曜サスペンス劇場「監察医・室生亜季子29 不完全な心中」（2001年、日本テレビ）中島裕介 役
- ★弟（2004年 テレビ朝日系列）胸部外科・前原医師 役
- ★上を向いて歩こう〜坂本九物語〜（2005年8月21日 テレビ東京）
- 水曜ミステリー9（テレビ東京）
  - 「さすらい署長 風間昭平6 さぬき・金比羅殺人事件」（2007年）西山武志 役
  - 「農家の嫁は弁護士!神谷純子のふるさと事件簿3」（2007年）平賀明徳 役
- ★海峡（2007年11月、NHK）
- 水戸黄門第42部 第14話「命を張った弥七の度胸 -松江-」（2011年1月24日、TBS / C.A.L）野津市郎兵衞 役
- 月曜ゴールデン (TBS)
  - 「上条麗子の事件推理8」（2011年）加賀谷刑事 役
- ★土曜ドラマスペシャル 神様の女房（2011年、NHK）- 分部吉太郎 役
- ★BS時代劇 薄桜記（2012年、NHKBSプレミアム）- 片岡源五右衛 役
- ★白虎隊〜敗れざる者たち（2013年、テレビ東京）- 秋月悌次郎 役
- 相棒 season 11 第13話「幸福な王子」（2013年、テレビ朝日）野間幸次郎 役
- ハンチョウ〜警視庁安積班〜 シリーズ6 第8話（2013年、TBS）片山慎一郎 役
- 遺留捜査 第3シリーズ 第1話（2013年、テレビ朝日）玉木敏夫 役
- ★あさきゆめみし 〜八百屋お七異聞（2013年、NHK）- 柳沢保明 役

### その他のテレビ出演
- 象印クイズ ヒントでピント（1987年3月29日 - 1994年9月25日、テレビ朝日）
  - 4枠：1987年3月29日（第382回）- 1989年12月24日（第510回）
  - 3枠：1990年1月14日（第511回）- 1994年9月25日（第708回）

### WEB
- ヒミツの関係〜先生は同居人〜（2010年7月、NTTドコモ Bee TV）- 清瀬美和子の父 役

## ディスコグラフィー

### シングル
1. Sideline（1986年5月25日）EP:7DX1424
c/w 夏のパラドックス（ポリドール）

## 舞台演出
- 首のない王妃～マリーアントワネットのその後（2011年、博品館劇場）
- 滝の白糸（2016年、三越劇場）[1]